# Київський ювелірний завод
ПАТ «Київський ювелірний завод» — українське ювелірне підприємство, яке спеціалізується на випуску та продажу ювелірних виробів (гарнітури, сережки, персні, кольє, ланцюги, кулони, браслети) з золота, срібла та платини, інкрустованих дорогоцінним та напівдорогоцінним камінням. Підприємство є одним з чотирьох державних ювелірних заводів України.

## Історія
В 1936 все починалося з майстерні з ремонту годинників та реставрації ювелірних виробів, на основі якої була утворена Київська ювелірно-годинникова фабрика, а згодом, завод. З часу заснування, використовуючи досвід і традиції майстрів минулого та вдосконалюючи технології виробництва, завод став одним з найбільших торгово-промислових комплексів України.
Експорт продукції КЮЗ займає приблизно 5% загального обсягу виробництва підприємства. Це, перш за все, країни СНД, а також США, Об'єднані Арабські Емірати, країни Балтії та ін.
Завод також виготовляє державні нагороди. У серпні 1992 виготовлено перші державні нагороди незалежної України, серед яких — "Почесна відзнака Президента України", Зірка ордену "Князя Ярослава Мудрого", Зірка "За мужність", Зірка ордену "За заслуги", орден "Богдана Хмельницького". Всього за останні роки випущено понад 250 найменувань державних і регіональних нагород, а також почесних знаків. Зокрема, з 1994 підприємство є виконавцем корон для Всеукраїнського відкритого рейтингу популярності та якості "Золота фортуна".

## Нагороди
У рамках міжнародного проекту "За успішне економічне виживання та розвиток в умовах соціально-економічної кризи" в 1995 підприємство отримало "Факел Бірмінгема". 
У 1997 в номінації "За гнучкість і мудрість політики управління" підприємству вручено кришталевий "Мальтійський лицар". 
Міжнародною нагородою "Золотий Меркурій" українські ювеліри відмічені в 1998 за відродження національної економіки та розвиток інтеграційних процесів.
У листопаді 1999 завод нагороджено "Міжнародною платиновою зіркою за якість" (Мадрид, Іспанія). Цього ж року високу якість виробів підприємства відзначено національною громадською нагородою "Вища проба". За плідну творчу працю дизайнери та ювеліри ВАТ "Київський ювелірний Завод" неодноразово отримували дипломи та нагороди на київській виставці "Ювелір Експо Україна".